# Чичикастенанго
Чичикастенанго (ісп. Santo Tomas de Chichicastenango, "кропивне місце") — місто і муніципалітет у департаменті Кіче, Гватемала.
Розташоване приблизно за 140 км на північний захід від столиці країни, міста Гватемала, на висоті 1965 над рівнем моря. Чисельність населення міста за даними на 2010 рік становить 45549 осіб.
За даними на 2012 рік 98,5% населення муніципалітету становили індіанці кіче. 92% населення володіли мовою кіче і 8%%— розмовляли тільки іспанською. При цьому, 71% населення були двомовними і володіли як мовою кіче, так і іспанською, а 21% населення розмовляли тільки на кіче.

### Історія
Чичикастенанго було заснований племенем кіче, які мігрували на цю територію у втечі від нападів Утітлан. З ранніх часів жінки навчилися мистецтву ткацтва. Національний одяг пончо - хуїпіль (huipil) несе в собі символи, що відображають Всесвіт, кукурудзу, сторони світла, сонце і обожнювану птаху-кетцаль. Чоловіки ткали ремені та вовняні куртки для своїх костюмів. Місто відоме виробництвом своїх дерев'яних масок, які використовуються танцюристами для ритуалів, які проходять і сьогодні.

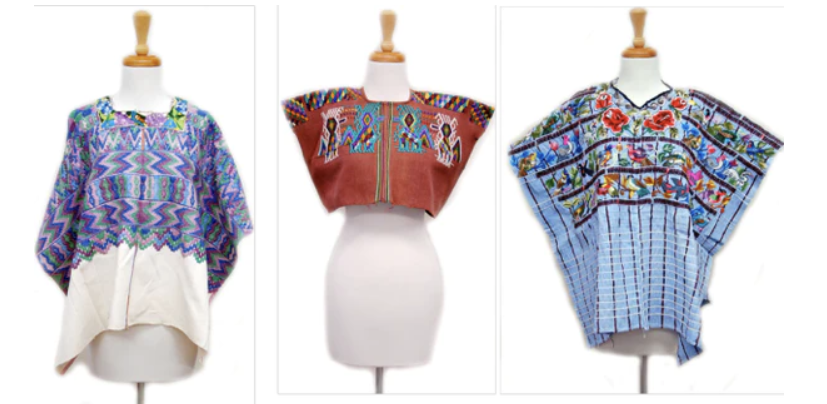
Пончо Хуїпіль, традиційний одяг мая Гватемали

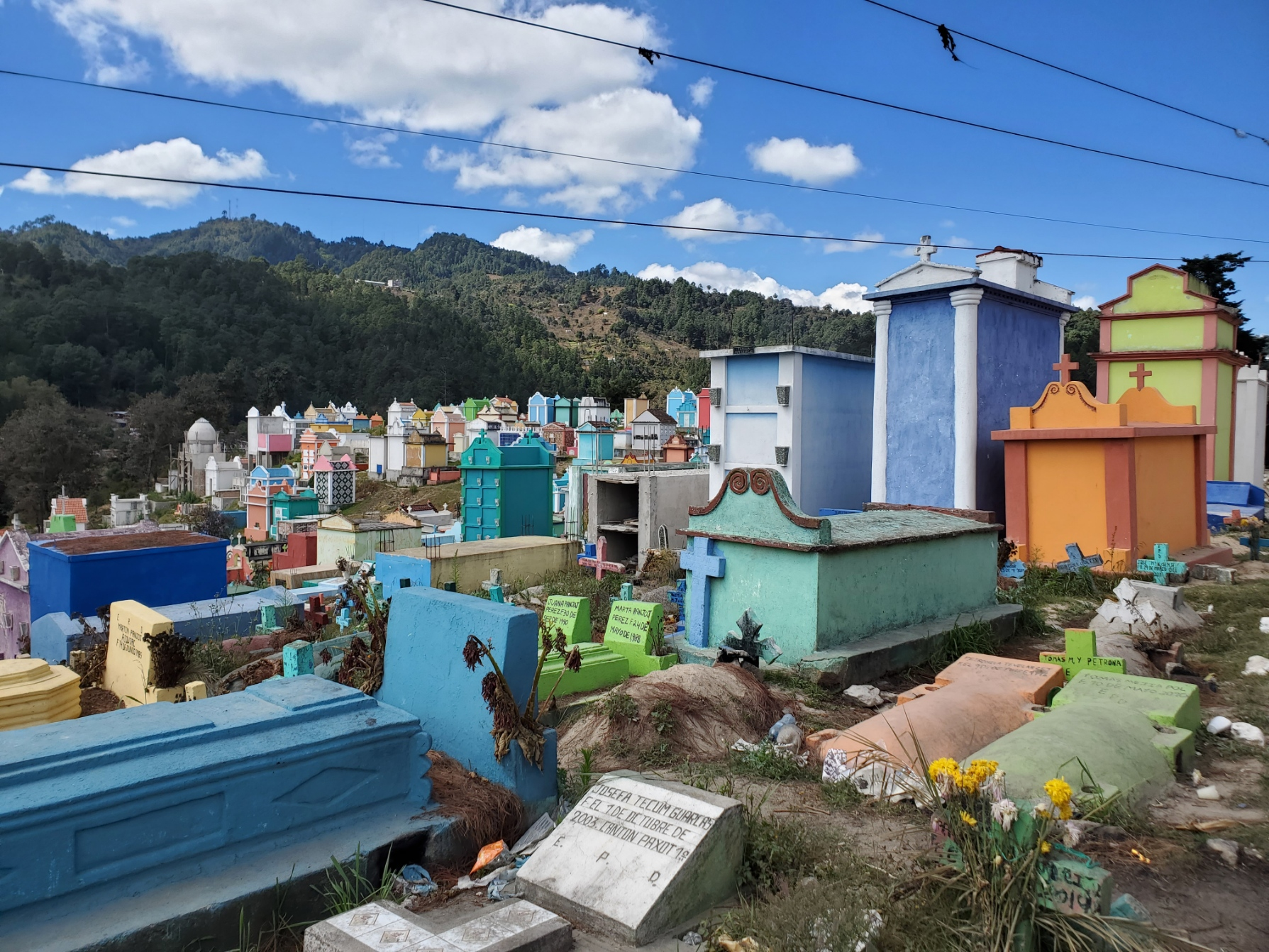
Християнство і місцеві повір'я перетворили цвинтар на різнокольорове місце